# OPAL (plynovod)

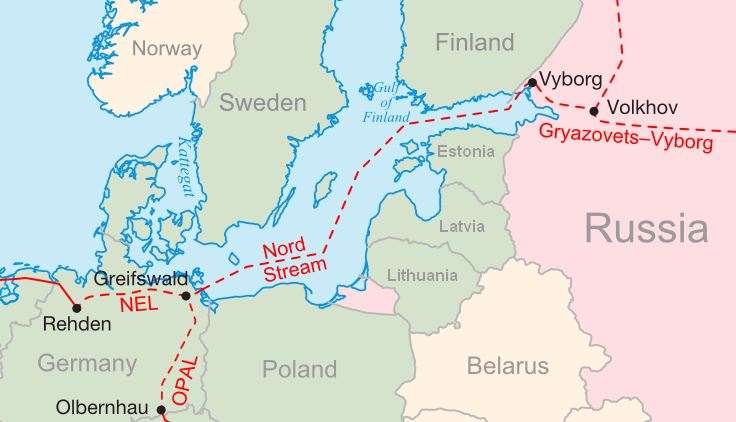
Plynovod Opal

Plynovod OPAL (Ostsee-Pipeline-Anbindungsleitung) je 470 kilometrů dlouhý plynovod, který se nachází v Německu a navazuje na plynovod Nord Stream. Plynovod OPAL vede z města Lubminu u Greifswaldu do saského Olbernhau u hranic Českou republikou. V prostoru mezi obcemi Brandov a Olbernhau se napojuje na český plynovod Gazela. 